# Dichaea hamata
Dichaea hamata är en orkidéart som beskrevs av Robert Allen Rolfe och Otto Stapf. Dichaea hamata ingår i släktet Dichaea och familjen orkidéer.
Artens utbredningsområde är Bolivia. Inga underarter finns listade i Catalogue of Life.